# Historielöshet
Historielöshet eller ahistoricism avser en avfärdande inställning till historia och historisk utveckling. Historielöshet kan även innebära att en person inte förmår att sätta in ett tidsfenomen i en historisk kontext eller att personen helt avfärdar fenomenets historiska betydelse. Termen kan också beskriva en attityd att historien inte äger någon relevans för nuet eller framtiden. Inom filosofin har kritik riktats mot analytisk filosofi, som enligt vissa har varit tydligt historielös.  